# Novokrasne, Arbuzînka
Novokrasne (în ucraineană Новокрасне) este o comună în raionul Arbuzînka, regiunea Mîkolaiiv, Ucraina, formată numai din satul de reședință.

## Demografie
Componența lingvistică a comunei Novokrasne
     Ucraineană (59,67%)
     Rusă (36,2%)
     Română (3,89%)
     Alte limbi (0,06%)
Conform recensământului din 2001, majoritatea populației comunei Novokrasne era vorbitoare de ucraineană (59,67%), existând în minoritate și vorbitori de rusă (36,2%) și română (3,89%).